# Persone di nome Vasco
| Questa pagina contiene informazioni ricavate automaticamente dalle voci biografiche con l'ausilio del template Bio e di un bot. L'aggiornamento è periodico e automatico e ricostruisce completamente la pagina. Se manca una persona in questa lista, sei pregato di non aggiungerla, ma accertati piuttosto che la sua voce biografica contenga il template Bio e che i dati anagrafici siano correttamente compilati. Se il template Bio manca, inseriscilo tu stesso o, in alternativa, metti l'avviso {{tmp\|Bio}} che ne segnala la mancanza. Se i dati riportati sono sbagliati, correggi direttamente la voce biografica; le modifiche saranno visibili in questa lista entro pochi giorni. Per chiarimenti vedi il progetto antroponimi. La lista contiene solo le 56 persone che sono citate nell'enciclopedia e per le quali è stato implementato correttamente il template Bio. Pagina aggiornata al 6 ago 2025. |

Questa è una lista di persone presenti nell'enciclopedia che hanno il nome Vasco, suddivise per attività principale.

## Allenatori di calcio(4)
- Vasco Faísca, allenatore di calcio e ex calciatore portoghese (Lisbona, n. 1980)
- Vasco Matos, allenatore di calcio e ex calciatore portoghese (Brandoa, n. 1980)
- Vasco Regini, allenatore di calcio e ex calciatore italiano (Cesena, n. 1990)
- Vasco Seabra, allenatore di calcio portoghese (Paços de Ferreira, n. 1983)

## Ammiragli(1)
- Vasco de Almeida e Costa, ammiraglio e politico portoghese (São Sebastião da Pedreira, n. 1932 - Lisbona, † 2010)

## Astronomi(1)
- Vasco Cecchini, astronomo italiano (n. 1932 - † 2023)

## Attori(1)
- Vasco Creti, attore italiano (Firenze, n. 1874 - Roma, † 1945)

## Aviatori(1)
- Vasco Magrini, aviatore italiano (Firenze, n. 1896 - Sarzana, † 1961)

## Calciatori(15)
- Vasco Artigiani, calciatore italiano (Pisa, n. 1908)
- Vasco Sousa, calciatore portoghese (Penafiel, n. 2003)
- Vasco Cavani, calciatore italiano (Spilamberto, n. 1909 - Modena, † 1970)
- Vasco Costa, calciatore portoghese (Ponte de Lima, n. 1991)
- Vasco Dugini, ex calciatore italiano (Prato, n. 1941)
- Vasco Fernandes, calciatore portoghese (Olhão, n. 1986)
- Vasco Lopes, calciatore portoghese (Portalegre, n. 1999)
- Vasco Giani, calciatore italiano (Pisa, n. 1896 - † 1962)
- Vasco Lenzi, calciatore e allenatore di calcio italiano (Livorno, n. 1909 - † 1988)
- Vasco Marinelli, ex calciatore italiano (Città di Castello, n. 1950)
- Vasco Oliveira, calciatore portoghese (n. 1922 - † 2000)
- Vasco Puccioni, calciatore italiano (Pontedera, n. 1927 - Pontedera, † 2004)
- Vasco Rocha, calciatore portoghese (Paredes, n. 1989)
- Vasco Segoni, calciatore italiano (Sesto Fiorentino, n. 1906)
- Vasco Tagliavini, calciatore, allenatore di calcio e allenatore di calcio a 5 italiano (Reggio Emilia, n. 1937 - Reggio Emilia, † 2019)

## Canottieri(1)
- Vasco Cantarello, canottiere italiano (Padova, n. 1936 - Verbania, † 2024)

## Cantautori(2)
- Vasco Brondi, cantautore e scrittore italiano (Verona, n. 1984)
- Vasco Rossi, cantautore italiano (Zocca, n. 1952)

## Chimici(1)
- Vasco Mariotti, chimico e scrittore italiano (Firenze, n. 1906 - Firenze, † 1962)

## Ciclisti su strada(2)
- Vasco Bergamaschi, ciclista su strada e dirigente sportivo italiano (San Giacomo delle Segnate, n. 1909 - Sermide, † 1979)
- Vasco Modena, ciclista su strada italiano (Mori, n. 1929 - Trento, † 2016)

## Esploratori(1)
- Vasco da Gama, esploratore portoghese (Sines - Cochin, † 1524)

## Fisici(1)
- Vasco Ronchi, fisico italiano (Firenze, n. 1897 - Firenze, † 1988)

## Fotografi(1)
- Vasco Ascolini, fotografo italiano (Reggio Emilia, n. 1937)

## Militari(4)
- Vasco Agosti, militare italiano (Cadelbosco di Sopra, n. 1888 - Rarati, † 1937)
- Vasco Lourenço, militare portoghese (Castelo Branco, n. 1942)
- Vasco Núñez de Balboa, militare, esploratore e condottiero spagnolo (Jerez de los Caballeros, n. 1475 - Acla, † 1519)
- Vasco Peloni, militare italiano (Firenze, n. 1917 - Campagna italiana di Grecia, † 1940)

## Partigiani(1)
- Vasco Presentati, partigiano italiano (Massa Forese, n. 1919 - Sant'Alberto, † 1945)

## Pittori(2)
- Vasco Bendini, pittore italiano (Bologna, n. 1922 - Roma, † 2015)
- Vasco Menegozzo, pittore italiano (Venezia, n. 1886 - Biella, † 1974)

## Politici(5)
- Vasco Calonaci, politico italiano (San Gimignano, n. 1927 - Siena, † 1998)
- Vasco Errani, politico italiano (Massa Lombarda, n. 1955)
- Vasco Giannotti, politico italiano (Arezzo, n. 1942)
- Vasco Gonçalves, politico e generale portoghese (Lisbona, n. 1921 - Almancil, † 2005)
- Vasco Palazzeschi, politico, sindacalista e antifascista italiano (Firenze, n. 1912 - † 1987)

## Scrittori(1)
- Vasco Pratolini, scrittore italiano (Firenze, n. 1913 - Roma, † 1991)

## Scultori(1)
- Vasco de la Zarza, scultore spagnolo († 1524)

## Storici(1)
- Vasco Mariz, storico, musicologo e diplomatico brasiliano (Rio de Janeiro, n. 1921 - Rio de Janeiro, † 2017)

## Tennisti(1)
- Vasco Valerio, tennista e produttore cinematografico italiano (Verona, n. 1910 - Roma, † 1969)

## Tenori(1)
- Vasco Campagnano, tenore e baritono italiano (Alessandria d'Egitto, n. 1910 - Milano, † 1976)

## Trovatori(4)
- Vasco Fernandez Praga, trovatore spagnolo
- Vasco Gil, trovatore portoghese
- Vasco Martinz de Resende, trovatore portoghese
- Vasco Perez Pardal, trovatore portoghese

## Velisti(1)
- Vasco Vascotto, velista italiano (Muggia, n. 1969)

## Vescovi cattolici(2)
- Vasco Giuseppe Bertelli, vescovo cattolico italiano (Pontedera, n. 1924 - Firenze, † 2013)
- Vasco de Quiroga, vescovo cattolico e giudice spagnolo (Madrigal de las Altas Torres, n. 1470 - Uruapan, † 1565)